# Christophe Jallet
Christophe Jallet (ur. 31 października 1983 w Cognac) – piłkarz francuski, który grał na pozycji prawego obrońcy lub pomocnika. W latach 2012–2017 reprezentant Francji.
W swojej karierze występował m.in. w takich klubach jak: Paris Saint Germain, Olympique Lyon, FC Lorient czy OGC Nice.

## Kariera klubowa
Karierę piłkarską Jallet rozpoczął w klubie Chamois Niortais FC. W 2003 roku awansował do kadry pierwszej drużyny, a 1 sierpnia tamtego roku zadebiutował w Ligue 2 w przegranym 0:2 wyjazdowym spotkaniu z LB Châteauroux. Od czasu debiutu był podstawowym zawodnikiem swojego zespołu. W 2005 roku spadł z nim do Championnat National i na tym szczeblu rozgrywek występował przez rok.
Latem 2006 roku Jallet odszedł do pierwszoligowego FC Lorient. 5 sierpnia 2006 rozegrał pierwsze spotkanie w Ligue 1, wygrane przez Lorient 3:2 na wyjeździe z Paris Saint-Germain. 19 sierpnia tamtego roku w meczu z RC Lens (1:1) strzelił pierwszą bramkę w ekstraklasie Francji. W FC Lorient Jallet występował przez trzy sezony i grał w jego wyjściowej jedenastce.
W 2009 roku Jallet został sprzedany za 2,5 miliona euro do Paris Saint-Germain. 15 sierpnia 2009 rozegrał swój pierwszy mecz w jego barwach, wygrany 3:1 z Le Mans FC. W dwóch kolejnych meczach: z Valenciennes FC (3:2) i z Lille OSC (3:0) strzelił dwa gole.
W 2014 roku za 3 miliony euro przeszedł do Olympique Lyon, a w 2017 roku odszedł do OGC Nice.
23 lipca 2019 roku przeszedł do francuskiego ówcześnie pierwszoligowego Amiens.
1 lipca 2020 roku zakończył piłkarską karierę.
| Sezon   | Klub                     | Kraj    | Rozgrywki | Mecze | Bramki | Rozgrywki Europejskie | Mecze | Bramki |
| ------- | ------------------------ | ------- | --------- | ----- | ------ | --------------------- | ----- | ------ |
| 2003/04 | Chamois Niortais FC      | Francja | Ligue 2   | 28    | 3      | –                     | –     | –      |
| 2004/05 | Chamois Niortais FC      | Francja | Ligue 2   | 37    | 4      | –                     | –     | –      |
| 2005/06 | Chamois Niortais FC      | Francja | National  | 33    | 5      | –                     | –     | –      |
| 2006/07 | FC Lorient               | Francja | Ligue 1   | 36    | 1      | –                     | –     | –      |
| 2007/08 | FC Lorient               | Francja | Ligue 1   | 37    | 1      | –                     | –     | –      |
| 2008/09 | FC Lorient               | Francja | Ligue 1   | 24    | 1      | –                     | –     | –      |
| 2009/10 | Paris Saint-Germain F.C. | Francja | Ligue 1   | 35    | 3      | –                     | –     | –      |
| 2010/11 | Paris Saint-Germain F.C. | Francja | Ligue 1   | 35    | 1      | Liga Europy           | 9     | 1      |
| 2011/12 | Paris Saint-Germain F.C. | Francja | Ligue 1   | 33    | 3      | Liga Europy           | 6     | 0      |
| 2012/13 | Paris Saint-Germain F.C. | Francja | Ligue 1   | 27    | 0      | Liga Mistrzów         | 7     | 0      |
| 2013/14 | Paris Saint-Germain F.C. | Francja | Ligue 1   | 13    | 0      | Liga Mistrzów         | 3     | 0      |
| 2014/15 | Olympique Lyon           | Francja | Ligue 1   | 18    | 0      | Liga Europy           | 4     | 0      |
| 2015/16 | Olympique Lyon           | Francja | Ligue 1   | 23    | 1      | Liga Mistrzów         | 4     | 1      |
| 2016/17 | Olympique Lyon           | Francja | Ligue 1   | 13    | 1      | Liga Europy           | 7     | 0      |
| 2017/18 | OGC Nice                 | Francja | Ligue 1   | 15    | 0      | Liga Europy           | 5     | 0      |
| 2018/19 | OGC Nice                 | Francja | Ligue 1   | 14    | 1      | –                     | –     | –      |
| 2019/20 | Amiens                   | Francja | Ligue 1   | 12    | 1      | –                     | –     | –      |

## Kariera reprezentacyjna
15 sierpnia 2012 Jallet zadebiutował w reprezentacji w towarzyskim meczu z Urugwajem (0:0). Łącznie rozegrał 16 meczów w barwach trójkolorowych.